# Polyéthylène réticulé
Pour les articles homonymes, voir PER.

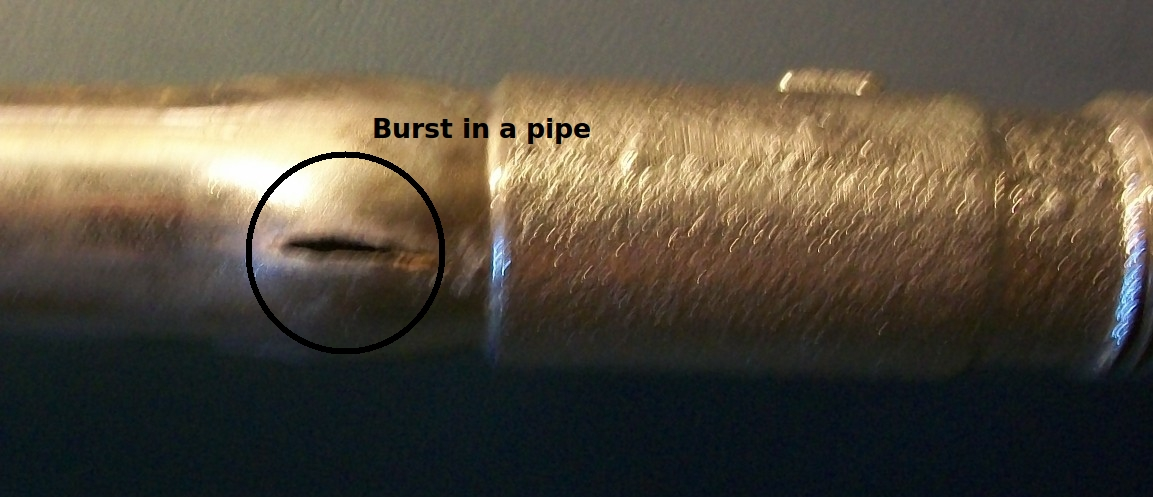
Tuyau éclaté

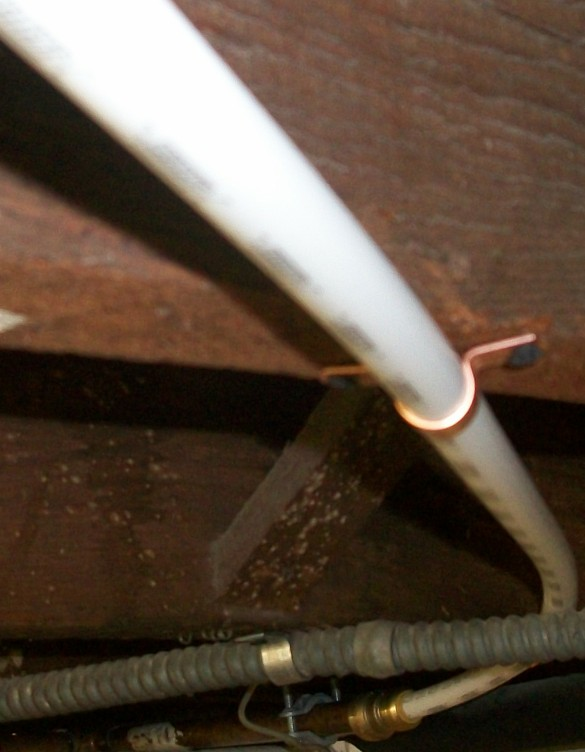
Flexibilité du PEX

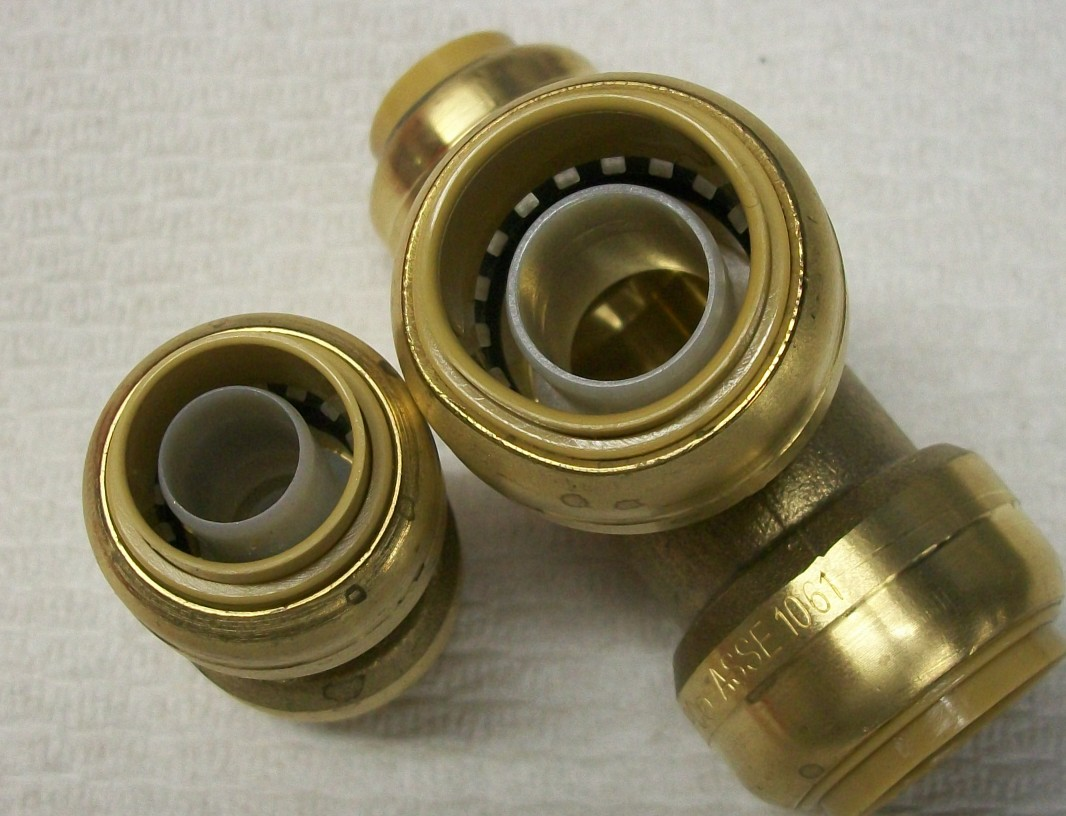
Raccord de type Techtite

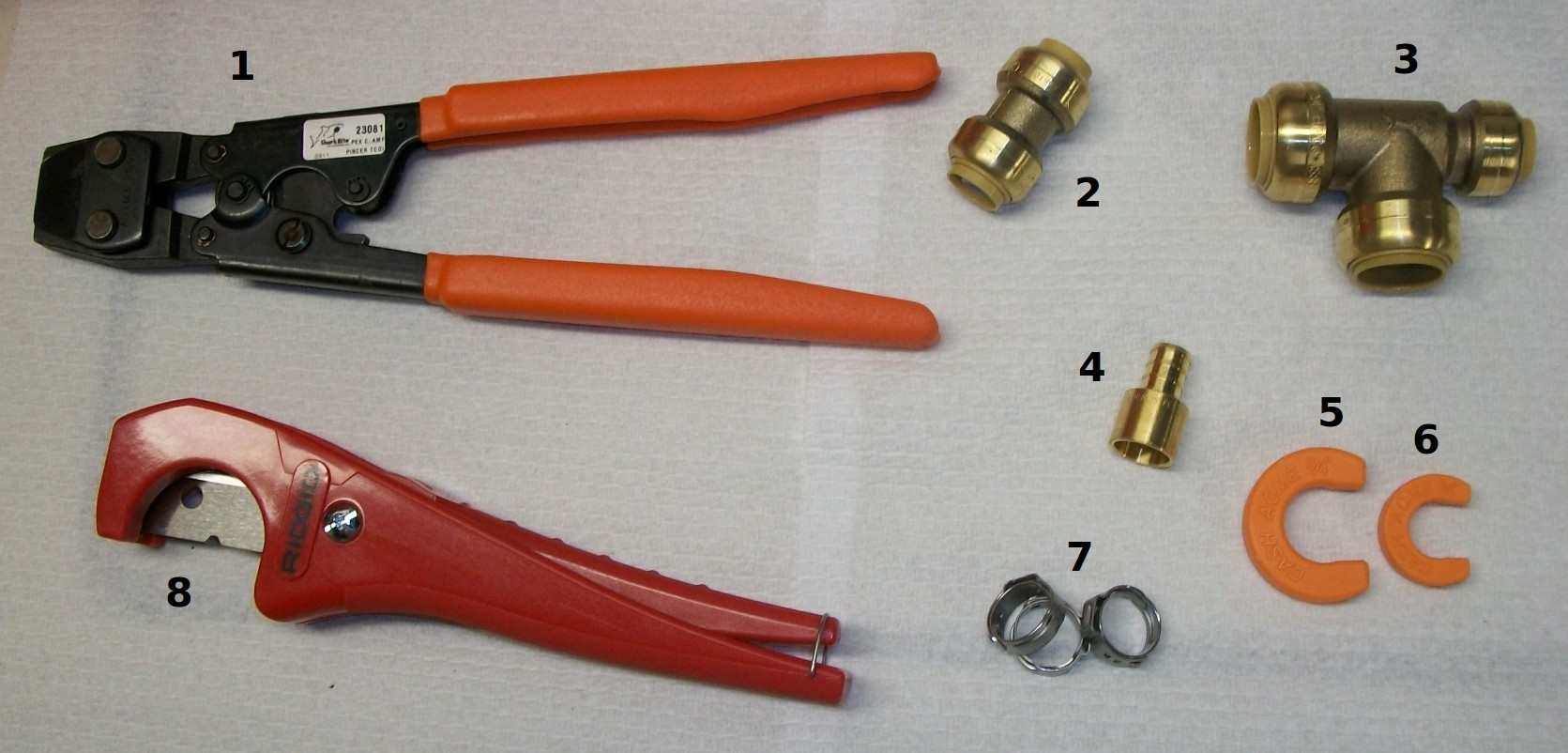
Outils

Le polyéthylène réticulé (PER, aussi appelé XLPE, XPE ou PEX dans les pays anglo-saxons) est un type de polyéthylène ayant subi une réticulation, dans le but d'améliorer certaines propriétés, et particulièrement la résistance aux hautes températures, ce qui permet l'utilisation du PER en réseau d'eau chaude et froide sanitaire ou en réseau de chauffage.

## Procédés d'obtention
Il existe trois procédés courants de réticulation :
- PEX-a : c’est la méthode la plus ancienne, celle qui permet d'obtenir le plus haut taux de réticulation (80-90 %), et la plus chère, à cause du temps de cycle plus important. Elle est basée sur la méthode « Engel » ou peroxyde. La réticulation est faite en amont du formage du tube, et au-dessus du point de fusion cristallin. C’est la seule méthode qui permet de dilater le tube à froid, et donc d’utiliser des raccords à passage intégral ;
- PEX-b : méthode au silane (ou « silicane »). Le procédé de réticulation est facilité à haute température (bains de vapeur, par exemple). La réticulation est faite en dessous du point de fusion cristallin et après formage du tube, et elle peut atteindre 70 %. À noter que la réticulation est faite entre les atomes de carbone et l’additif ;
- PEX-c : méthode par irradiation (laser, rayon X, etc.). Cette méthode est considérée plus respectueuse de l'environnement que les deux autres car elle n’utilise pas d’agents chimiques. La réticulation est faite en dessous du point de fusion cristallin, après formage du tube et en plusieurs passes. Elle peut atteindre 70 %. Cette méthode est plus difficile à maîtriser pour les diamètres élevés.

## Avantages
- Coût au mètre linéaire avantageux
- Installation rapide et simple

## Inconvénients
- Sensibilité aux UV importante
- Dilatation thermique très élevée
- Mise en œuvre complexifiée par le cintrage difficile
- Soudure impossible
- Perméabilité à l’oxygène (sauf tube PER BAO)
- Aspect

## Utilisation

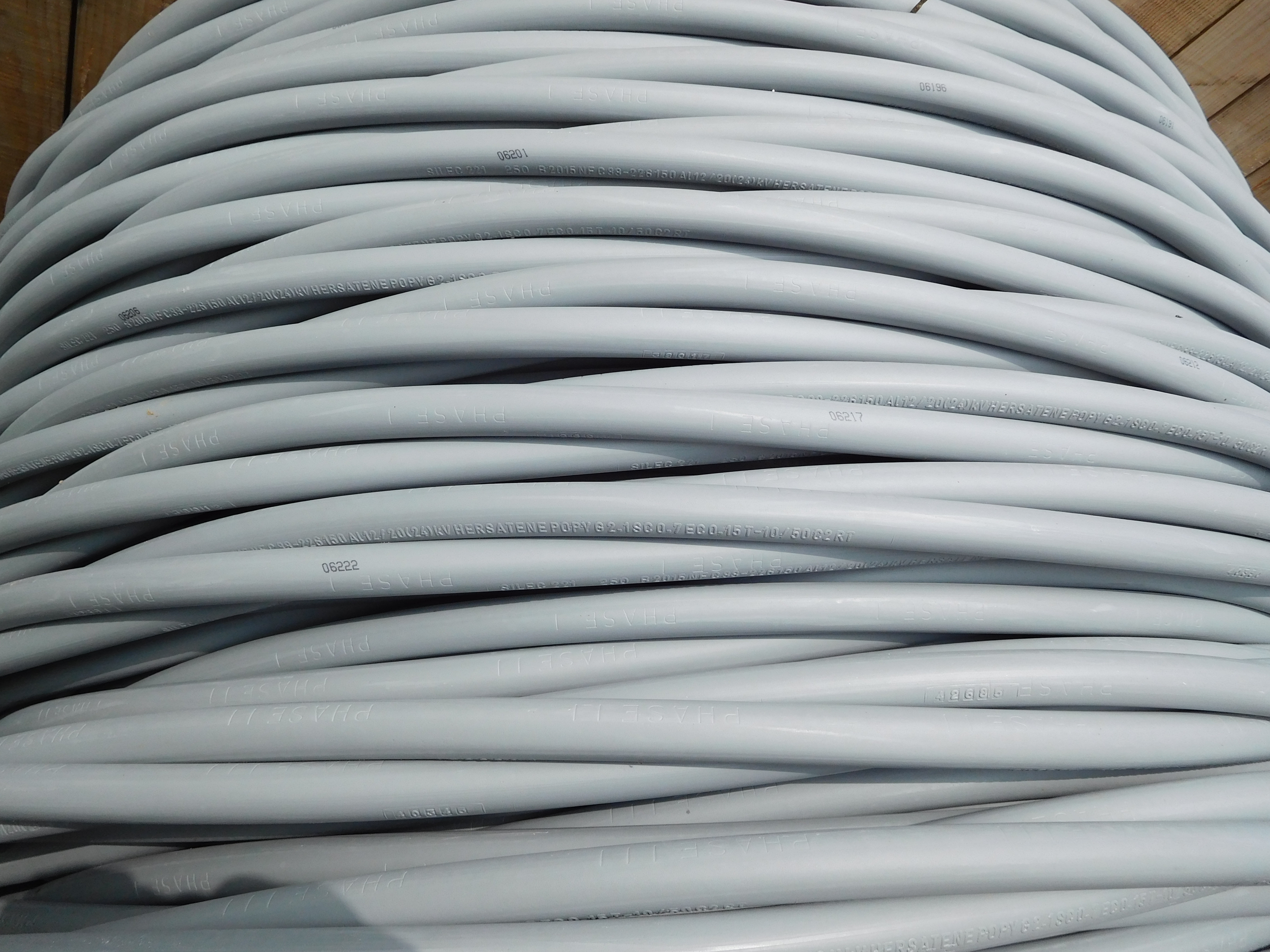
Utilisation comme isolant de câbles électriques HTA

Il est utilisé dans la fabrication de tuyaux pour la circulation d'eau chaude et d'eau froide en remplacement du cuivre.
Son emploi impose l'utilisation de raccords assez coûteux, qui peuvent être de plusieurs types :
- raccords à compression
  - outillage : clé plate
- raccords à sertir radial
  - outillage : pince à sertir à insert
- raccords à sertir axial (à glissement)
  - outillage pince à glissement.

C'est le type de tube le plus employé dans les planchers chauffants basse température (PCBT).
Le PER est aussi utilisé dans la fabrication des câbles électriques comme isolant.

## Matériau équivalent/alternatif
- Le CPVC.
- Le tube multicouche, qui est un tube d'aluminium pris entre deux couches de PER.